# 中村百合子
中村 百合子（なかむら ゆりこ、本名：宮道百合子 1969年11月15日 - ）は、フジテレビジョン編成制作局局次長職兼編成センター室長。
フジテレビでは、特にみのもんたの番組を担当している。
夫は、同じフジテレビの編成制作局アナウンス室長宮道治朗（編成部長→編成局次長兼編成部長→総合事業局コンテンツ事業センタープロデュース事業室長兼VR事業部長）。
東京外国語大学卒業。血液型O型。企画制作部→第三制作部→第二制作部→編成部→情報企画部チーフプロデューサー→編成部→編成部企画担当部長→バラエティー制作センター→制作局→編成局→第二制作センターゼネラルプロデューサー→ディノス・セシール出向→編成制作局局次長職兼編成部長→編成制作局局次長職兼編成センター室長兼編成部長の経歴。
2023年6月28日付現職。

## 担当番組

### 現在
- トーキョーツキイチMTG（統括）

### 過去

#### ゼネラルプロデューサー
- 日曜ファミリア芸能人つまずきビッグデータ（2015年12月13日）
- モシモノふたり〜タレントが“おためし同居生活”してみました〜

#### チーフプロデューサー
- ノンストップ!(立ち上げ・初代、2012年4月-2015年3月27日)
- 日本スクープ笑学生グランプリ

#### プロデューサー
- 宇宙一頭の良いワイドショー
- 近未来予報ツギクル
- スパイスTV どーも☆キニナル!
- 愛する二人別れる二人
- 快進撃TVうたえモン
- 27時間テレビ THE WAVE!
- 女の一代記（企画兼任）
- 学校の怪談
- ショムニ
- 知りたがり!
- 世界がもし100人の村だったら（企画兼任）

#### 監修
- バイキング（2017年4月11日-7月）

#### 企画
- GTO（テレビアニメ）
- 1リットルの涙
- 会いたかった 〜向井亜紀・代理母出産という選択〜
- ストップ!! ひばりくん!
- クイズ$ミリオネア

#### 編成
- ザ・ジャッジ
- ザ・ジャッジEX
- みのもんたのSOSシリーズ（途中まではプロデューサー）
- ウチくる!?
- Dのゲキジョー 〜運命のジャッジ〜

#### 編成企画
- ワンダフルライフ